# Leões da Lapa Futebol Clube

A autarquia decidiu atribuir os galardões máximos de homenagem do município, em 16 de Junho de 2012, ao Leões da Lapa FC. A medalha foi entregue pelo Presidente da República Cavaco Silva

Emblema do Leões da Lapa

Salão Nobre do Leões da Lapa F.C.

Ao longo dos anos, os Leões da Lapa mantiveram vivas as tradições, costumes e trajes das tricanas poveiras, realizando os concursos: Tricana Poveira, Miss Tricana Bairro Sul e Miss Tricaninha Bairro Sul

Noites de Fado no Salão Nobre do Leões da Lapa F.C.

O Leões da Lapa Futebol Clube é um clube desportivo, cultural, recreativo e social da Póvoa de Varzim, mais precisamente do Bairro Sul da cidade. Um clube de tradições onde a cultura e o desporto a todos seduzem. Um reino de gente humilde e vivências únicas, que nos recordam tempos passados. Uma colectividade que vale não só pela sua importância, mas também pelas gentes genuínas. 
Com as suas cores, Verde e Branco, e a Lancha Poveira como símbolo partilhado com a cidade. Esta é uma terra de tradições, um local de encantamento, fé e misticismo, que se estende por uma área onde o mar é quem reina, numa simbiose perfeita com a actividade humana.
O Leões da Lapa e as suas atividades, são fator fortíssimo de coesão do Bairro Sul, cuja cultura se transmite, por osmose, de vizinho a vizinho, e passa intacta de geração em geração. O Leões da Lapa é a “alma” do bairro e tudo tem apostado na sua preservação e valorização.

## Leões da Lapa Futebol Clube
O Leões da Lapa Futebol Clube foi fundado a 1 de Abril de 1962, a quarta mais antiga coletividade da Póvoa de Varzim, e tem cerca de 700 associados. Esta coletividade foi criada por um grupo de rapazes que jogava futebol na rua. Estes costumavam realizar jogos com grupos de amigos diversos, oriundos de Vila do Conde e da Póvoa de Varzim. Os resultados positivos levaram-nos a se autonomearem Leões. Para além disso, e como viviam na zona da Igreja da Lapa decidiram, então, apelidar-se de Leões da Lapa. Durante 20 anos este grupo foi existindo, com pouca organização, continuando apenas a jogar futebol. Nesse tempo, a nossa juventude jogava no "fieiro" ou no adro da igreja. 
Em 1982, nasce a Associação com sede na rua Pereira de Azurar, tendo sido oficializado um ano mais tarde a sua criação ao serem publicados os Estatutos em Diário da República. O Leões da Lapa Futebol Clube, é porventura, o instrumento socialmente mais decisivo para a não descaracterização do Bairro Sul da Cidade, quer do ponto de vista cultural, quer desportivo ou urbanístico. No Bairro Sul da Cidade existe apenas esta coletividade, não por falta de paixão e dinamismo bairrista, antes pelo contrário, por esta associação se identificar com toda a comunidade do sul da cidade e também com grande parte da comunidade das Caxinas de Vila do Conde. Esta é a única coletividade dos concelhos da Póvoa de Varzim e de Vila de Conde, e provavelmente do país, que consegue abranger a população de dois concelhos, sobretudo devido à sua ligação com o mar e a atividade piscatória.
O Leões da Lapa nasceu com o futebol e ajudou a escrever a história do Campeonato Inter-Freguesias da Póvoa de Varzim ao longo dos mais de 30 anos. Inicialmente esta coletividade entrava com uma equipa nos torneios que o Varzim organizava e não tinha campos para jogar e disputava os seus jogos no campo do Varzim. Hoje a realidade é outra e bem melhor. Já treina e joga nos campos sintéticos do Complexo Desportivo da Póvoa de Varzim o que oferece outras condições de trabalho aos nossos atletas. Ao longo dos anos, no Campeonato Inter-Freguesias da Póvoa, o Leões da Lapa somou muitos êxitos. O Leões da Lapa compete no Campeonato Inter-Freguesias da Póvoa de Varzim com cinco escalões (são poucas as colectividades a fazê-lo): feminino, escolinhas, infantis, juvenis e seniores. Movimenta cerca de 150 atletas por semana, durante 12 meses, um trabalho que vale a pena. A primeira edição da Taça da Póvoa foi ganha pelo Leões da Lapa no Estádio do Varzim. Noutro âmbito, tem pergaminhos nas competições Inter-Concelhias, onde foi tricampeã da Taça dos Campeões (feito ainda não igualado por nenhuma equipa de dentro ou de fora do concelho e que são um prestígio enorme para o Bairro Sul, para a Póvoa de Varzim e para o próprio Inter-Freguesias). 
Se inicialmente, esta associação dedicava-se apenas à prática de futebol, ao longo de 51 anos de existência, toda a população do bairro sul se revê, orgulhosamente, no seu Clube, mas que evidencia hoje, uma ímpar capacidade de adaptação (e, pontualmente, antecipação) aos tempos, um considerável ecletismo, movimentando centenas de pessoas entre as diferentes actividades desportivas, nomeadamente: Futebol, Futsal, Atletismo, Judo, Andebol, Ténis de Mesa, Escola de Dança e as Danças de Salão. A sala de troféus, inaugurada em Março de 1996 em homenagem ao eterno Jorge Baldaia (antigo Presidente), é exígua e já não dá resposta aos muitos títulos conquistados pela associação ao longo destes anos em todas as vertentes desportivas.
Do ponto de vista cultural, da formação, do lazer e da manutenção, o clube tem, também, várias atividades como a organização das Festas de São Pedro (é bom ter presente que, só por si, a rusga envolve, nos escalões infanto-juvenil e sénior, uma centena de figurantes, de ambos os sexos, que ao longo de meses preparam a indumentária e ensaiam as danças e cantares, dando o melhor de que são capazes para que o bairro sul não fique mal e seja porventura o mais aplaudido no desfile). Além da organização complexa das maiores festividades da Póvoa de Varzim, o Teatro, a Queima do Judas, os Jogos Tradicionais, as Noites de Fado, os Concursos de Miss Tricana, as Festas Gastronómicas (“Festa do Mar”), entre muitas outras actividades, ocupam regularmente dezenas de pessoas, além de directores, técnicos e inúmeros familiares. 
O absoluto voluntarismo em que assenta toda a engenharia da actividade associativa do clube, permite desenvolver toda a actividade e manter permanentemente cheia de vida a sua sede social (um pioneiro espaço de convívio, onde os velhos lobos-do-mar se entretêm com os seus jogos de salão e a evocação das heroicidades e das tragédias da faina piscatória; 2000 metros quadrados plenamente ocupados por serviços administrativos, salas de reuniões, salas de troféus, salão de festas, cozinha, café, armazém) e sempre operacionais e em circulação viaturas para transporte nas diferentes atividades.
Ao longo dos anos, a associação Leões da Lapa F.C. tem assumido uma postura de conciliação entre as atividades promovidas na comunidade e a responsabilidade social, suportada numa cultura de valores por todos aqueles com quem interage. Nesse sentido, esta associação procura adotar uma atitude participativa, cumprindo plenamente a sua responsabilidade perante a comunidade. Diversos projetos têm dado corpo ao percurso desta associação, refletindo uma efetiva preocupação social, quer no envolvimento com a comunidade, quer no respeito para com o ambiente no qual se insere. Reconhecendo a responsabilidade das suas ações e consequente impacto que estas podem ter em todas as partes envolvidas. A associação tem trabalhado neste sentido, quer em Acções de Solidariedade Social junto de instituições locais e da sua comunidade. As evidências quantitativas dos bons resultados obtidos ao longo dos últimos exercícios constituem, por isso, apenas uma visão parcial do efetivo contributo desta associação para o modelo de desenvolvimento sustentado numa vertente social cada vez mais forte. A atual Direção do Leões da Lapa F.C. foi pioneira na criação de uma nova área, dedicada em exclusivo ao desenvolvimento de iniciativas de cariz social. A área social assenta na gratuidade, na dádiva, na partilha, no voluntariado e no mecenato. De acordo com os seus princípios que constam na proposta de criação, a área social recusa o primado do dinheiro, a sua abordagem será sempre numa lógica de promoção de uma solidariedade ativa e responsável. O seu trabalho passará por solicitar sem cessar, o apoio de múltiplos parceiros, cuja responsabilidade social lhes assiste.

## Rancho Tricanas da Lapa

Rancho Tricanas da Lapa em 2012

Devido à sua longa história, anterior mesmo à fundação da Associação, não seria possível deixar de dar uma ênfase especial ao Rancho Tricanas da Lapa e que é parte integrante da Associação, composto por cerca de 50 pessoas, e que foi fundado em Dezembro de 1952, dez anos antes do aparecimento dos Leões da Lapa F.C., tendo estado inativo, por motivos alheios à sua vontade, durante cerca de 30 anos. Renascendo em 31 de Julho de 1985 e inserido no Bairro Sul, desenvolveu-se e vive de mãos dadas com o mar, seu companheiro inseparável nos bons e maus momentos. 
O verde e branco que predomina em especial no traje da Tricana é uma homenagem às cores da paróquia da Lapa e que deu o seu nome a este Rancho de Tricanas. O homem, boina preta, camisa aos quadrados preto e verde, calça preta, meia branca ou preta e sapato preto, era o homem típico da classe piscatória com a sua roupa domingueira ou dias festivos. Ela, a mulher... bem, sobre a mulher melhor será lerem o que determinadas individualistas disseram e escreveram: "No Bairro da Lapa – zona sul da Póvoa de Varzim -, existia uma classe de pessoas admirável e ainda existe – entre a realidade e a fantasia; uma espécie de sonho cobiçado e admirado por quantos a visitavam e visitam". Eram e são as nossas Tricanas. O próprio nome Tricana, é já de si musical. Moças de Bairro – aliás de Póvoa inteira – e que vestiam: saia de merino preto justo á anca; blusa de renda; avental de seda às ramagens; meia com risca na vertical e chinela preta de tacão esguio. Enfim. Uma bela moldura num quadro cheio de beleza. Ela, sem qualquer pintura no rosto, de farta cabeleira negra e lustrosa como cetim com uma ou duas bonitas travessas ao lado, completado com um pucho envolto por uma finíssima rede, o que torna um gracioso e místico penteado numa face casta e pura, onde sobressaía sempre um leve mas belo sorriso e uma resposta maliciosa e pronta contra quem com ela se metia. Os aventais – transparentes e macios -, estampados e garridos a bailar nas ancas, roliças e mexidas, obrigavam a tentação do mais comum dos mortais. Quanto às meias com riscas na vertical, já dizia quem nos visitava:  “para apreciar a beleza da meia, vale a pena olhar para a perna da Tricana”. As Tricanas do Bairro da Lapa – embaladas pelo marulhar do mar, pela sua elegância, o seu charme e o bater da chinelinha - -, eram e são sem dúvida um dos mais belo cartazes da propaganda turística da Póvoa de Varzim.
O seu repertório genuíno é composto por viras, chulas, marchas e canções. Tendo um cunho manifestamente marítimo e é essa influência marítima que o Rancho quer manter, sob pena de perder a própria identidade - que é ser gente da Povoa irmanada ao mar - e cujos componentes tem aí raízes salgadas pelo mar e catequizado pelo tocalhar dos sinos de Igreja de Nossa Senhora da Lapa - uma autêntica joia para a gente piscatória. Este Rancho, desde o seu reaparecimento, tem tido uma actividade intensa, tendo percorrido Portugal de Norte a Sul, França, Espanha, Alemanha, entre outros. Mas, a deslocação que mais e melhor marcou este agrupamento, foi a sua deslocação ao Brasil em 1989, mais precisamente desde 30 de Junho a 1 de Agosto, a convite da Ex.ma Directoria da Casa de Viseu do Rio de Janeiro (para quem, dos muitos Ranchos que ali se deslocaram, foi o Rancho Tricanas da Lapa o que maior sucesso obteve e mais saudades deixou).